# 특발성 질환
특발성 질환(Idiopathic disease)은 원인을 알 수 없거나 돌발적인 원인을 가진 질환을 말한다.  그리스어인 ιδιος ( 자신의)와 παθος (고통, 질병)의 합성어로 자신의 질병 이란 뜻이다.  어떤 의료조건에서는 하나 이상의 원인이 있을 수 있지만, 어떤 특정한 조건에서는 원인을 확실히 특정지을 수가 없다.  이런 상태에서 조건의 원인이 특발적이라고 말한다.  
예를 들면, 국소 분절 사구체 경화증 (focal segmental glomerulosclerosis)이나 ankylosing spondylitis가  있으며, 대부분의 경우들에서 특발성이라고 여긴다. 